# Ilia Malinin
Ilia Malinin, né le 2 décembre 2004 à Fairfax, en Virginie, est un patineur artistique américain, champion du monde en 2024 et 2025 et champion du monde junior en 2022.
Il est le premier patineur de l'histoire à avoir réussi un quadruple axel dans une compétition officielle.

## Biographie
Ilia Malinin est le fils de Tatiana Malinina et Roman Skorniakov, deux patineurs de haut niveau originaires d'Ouzbékistan. Sa mère a remporté la première édition des championnats des quatre continents.

### Saison 2022-2023
Lors de l'US International Classic 2022, une compétition internationale secondaire, à Lake Placid, il devient le premier patineur de l'histoire à réussir un quadruple axel lors d'une compétition officielle de l'International Skating Union.
Lors du Skate America 2022, après avoir terminé à la quatrième place lors du programme court, Ilia Malinin remporte la médaille d'or en battant son record personnel sur le programme libre. Il réussit une nouvelle fois à réaliser le quadruple Axel, une première lors du Grand Prix ISU,. L'Américain a remporté sa deuxième médaille d'or sur le circuit du Grand Prix ISU à Espoo en survolant le programme libre avec un score de 192,82 points et un total de 278,39 points.
Lors de la Finale du Grand Prix ISU, à Turin, les nombreuses erreurs sur son programme court le placent à la cinquième position avant de remonter au classement lors du programme long et de terminer à la troisième place avec un score total de 271,94 pts. Il remporte ainsi sa première médaille d'une Finale de Grand Prix.

## Palmarès
| Compétition                                                                           | 2020    | 2021    | 2022    | 2023    | 2024    | 2025    |  |  |  |  |  |  |  |  |
| Jeux olympiques d'hiver                                                               |         |         |         |         |         |         |  |  |  |  |  |  |  |  |
| Championnats du monde                                                                 | CA      |         | 9e      | 3e      | 1er     | 1er     |  |  |  |  |  |  |  |  |
| Quatre continents                                                                     |         | CA      |         |         |         |         |  |  |  |  |  |  |  |  |
| Championnats des États-Unis                                                           |         |         | 2e      | 1er     | 1er     | 1er     |  |  |  |  |  |  |  |  |
| Championnats du monde juniors                                                         | 16e     | CA      | 1er     |         |         |         |  |  |  |  |  |  |  |  |
|                                                                                       |         |         |         |         |         |         |  |  |  |  |  |  |  |  |
| Grand Prix ISU                                                                        | 2019/20 | 2020/21 | 2021/22 | 2022/23 | 2023/24 | 2024/25 |  |  |  |  |  |  |  |  |
| Finale du Grand Prix                                                                  |         | CA      | CA      | 3e      | 1er     | 1er     |  |  |  |  |  |  |  |  |
| Skate America                                                                         |         | 5e      |         | 1er     | 1er     | 1er     |  |  |  |  |  |  |  |  |
| Skate Canada                                                                          |         | CA      |         |         |         | 1er     |  |  |  |  |  |  |  |  |
| Trophée de France                                                                     |         | CA      |         |         | 2e      |         |  |  |  |  |  |  |  |  |
| Coupe de Russie                                                                       |         |         |         | 1er     |         |         |  |  |  |  |  |  |  |  |
| Trophée NHK                                                                           |         |         |         |         |         |         |  |  |  |  |  |  |  |  |
| Légende : F = Forfait ; CA = Compétitions annulées à cause de la pandémie de Covid-19 |         |         |         |         |         |         |  |  |  |  |  |  |  |  |